# Michael (альбом)
Michael — одинадцятий студійний альбом з невиданих пісень американського співака Майкла Джексона, і перший альбом, що вийшов після його смерті. Видано в 2010 році на Epic Records 10 грудня у США. Michael включає в собі також пісні, які Майкл виконує разом з Ейконом, 50 Cent, та Ленні Кравіцем.

## Історія запису та релізу
Пісні, що з‘явилися в альбомі, записувалися у період з 1982 по 2009 роки. У «Michael» увійшли 6 нових, раніше невиданих композицій Джексона, 3 фейкові (де звучить не голос Майкла) та переробка раніше випущеної пісні «The Way You Love Me» (оригінал був випущений ще при житті співака у бокс-сеті The Ultimate Collection 2004 року).
Першим синглом з альбому стала пісня «Hold My Hand», виконана у дуеті зі співаком Ейконом. Майкл і Ейкон записували цю пісню ще у 2008 році, але демо-версія якось з‘явилася в Інтернеті. Вони були дуже засмучені, і так і не доробили цю пісню. Але Майкл планував випустити цю пісню як перший сингл з його скасованого альбому 2009 року. Восени наступного року Ейкон доробив композицію. Вона була випущена як сингл 15 листопада 2010.
Наступний сингл — «Hollywood Tonight» був випущений 11 лютого 2011 року. Майкл записав демо-версію у 1999 році для альбому «Invincible». Тоді композиція мала назву «She’s Only Fifteen». Пізніше співак не раз повертався до пісні, востаннє він переробив її у 2009, незадовго до смерті. У 2010 вона була перероблена і випущена у посмертному альбомі. Демо-версія 1999 року витікла у Інтернет у 2014 році.
Через 10 днів (а саме 21 лютого 2011) на вінілових пластинках був випущений двосторонній сингл. На стороні А була пісня «Behind The Mask», записана ще у 1980-х роках, а на стороні Б — «Hollywood Tonight». Також цей сингл був випущений на CD, але тільки як промо-сингл і тільки з однією піснею — «Behind The Mask».
«(I Like) The Way You Love Me» була випущена тільки як радіо-сингл 8 липня 2011. Демо-версія була записана у 1998 році для альбому «Invincible». Пізніше вона була перероблена у 2004 році і випущена у бокс-сеті The Ultimate Collection того ж року. У 2010 пісня знову була перероблена і випущена у цьому альбомі. Для альбому «Michael» було зроблено два ремікси. Один із них був скасований, але він витік в Інтернет (його часто плутають з демо-версією 1998 року).

## Інформація про реліз
| Країна          | Дата           | Лейбл                    | Формат                      |
| --------------- | -------------- | ------------------------ | --------------------------- |
| Німеччина       | 10 грудня 2010 | Sony Music Entertainment | CD                          |
| Австралія       | 10 грудня 2010 | Sony Music Entertainment | CD                          |
| Велика Британія | 13 грудня 2010 | Sony Music Entertainment | CD                          |
| Мексика         | 14 грудня 2010 | Sony Music Entertainment | CD                          |
| США             | 14 грудня 2010 | Epic Records             | CD, електронне завантаження |
| Японія          | 15 грудня 2010 | Sony Music Japan         | CD                          |

## Пісні альбому
| #   | Назва                                                    | Автор                       | Тривалість |
| --- | -------------------------------------------------------- | --------------------------- | ---------- |
| 1.  | «Hold My Hand (Дует з Ейконом)»                          | Клод Келлі                  | 3:31       |
| 2.  | «Hollywood Tonight»                                      |                             |            |
| 3.  | «Keep Your Head Up»                                      |                             | 5:11       |
| 4.  | «(I Like) The Way You Love Me»                           |                             |            |
| 5.  | «Monster (Разом з 50 Cent)»                              |                             |            |
| 6.  | «Best of Joy»                                            |                             |            |
| 7.  | «Breaking News»                                          |                             | 4:17       |
| 8.  | «(I Can't Make It) Another Day (Разом з Ленні Кравіцем)» | Майкл Джексон, Ленні Кравіц |            |
| 9.  | «Behind the Mask»                                        |                             |            |
| 10. | «Much Too Soon»                                          |                             |            |

## Несправжні пісні з альбому
Одразу ж після випуску альбому у грудні 2010 року, деякі слухачі помітили, що в трьох піснях звучить голос, який не належить Майклу Джексону. Одна жінка навіть подала позов в суд на лейбл Sony Music. Через майже 8 років, у серпні 2018, лейбл зізнався, що це пісні не Майкла, але вони мають право видавати ці пісні під брендом Джексона. Насправді, у піснях Keep Your Head Up, Monster та Breaking News звучить голос Джейсона Малачі.